# Церамбіціні
Церамбіці́ні (лат. Cerambycini Latreille, 1804) — триба жуків у підродині Церамбіціни (родина Вусачі), яка налічує близько 70-и родів. Розповсюджені по всіх материках окрім Антарктиди; найбільш різноманітно триба представлена у Південно-Східній Азії.

## Найбільші роди
- Aeolesthes Gahan, 1890
- Amphelictus Bates, 1884
- Cerambyx Linnaeus, 1758
- Coleoxestia Aurivillius, 1912
- Criodion Audinet-Serville, 1833
- Derolus Gahan, 1891
- Dymasius Thompson, 1864
- Jupoata Martins & Monné, 2002
- Imbrius Pascoe, 1866
- Opsamates
- Pachydissus Newman, 1838
- Plocaederus Megerle, in Dejean, 1835
- Poeciloxestia Lane, 1965
- Sphallotrichus Fragoso, 1982
- Xoanodera Pascoe, 1857